# The Incredible Shrinking Dickies
The Incredible Shrinking Dickies – pierwszy album The Dickies wydany w 1979 roku.

## Lista utworów
| Nr | Tytuł                              | Długość |
| -- | ---------------------------------- | ------- |
| 1  | Give It Back                       | 1:41    |
| 2  | Poodle Party                       | 1:09    |
| 3  | Paranoid                           | 2:05    |
| 4  | She                                | 1:36    |
| 5  | Shadow Man                         | 2:03    |
| 6  | Mental Ward                        | 1:49    |
| 7  | Eve Of Destruction                 | 1:57    |
| 8  | You Drive Me Ape (You Big Gorilla) | 1:52    |
| 9  | Water Slide                        | 2:26    |
| 10 | Walk Like An Egg                   | 2:20    |
| 11 | Curb Job                           | 1:29    |
| 12 | Shake And Bake                     | 1:55    |
| 13 | Rondo (The Midget's Revenge)       | 3:12    |
| 14 | I'm Ok, You're Ok                  | 2:09    |
| 15 | Silent Night                       | 2:17    |
| 16 | Sounds Of Silence                  | 1:35    |
| 17 | Banana Splits                      | 2:04    |
| 18 | Hideous                            | 1:13    |
| 19 | Got It All The Score               | 1:42    |